# ویلسی (کانزاس)
ویلسی (به انگلیسی: Wilsey) شهری در ایالت کانزاس کشور ایالات متحده آمریکا است که جمعیت آن در سرشماری سال ۲۰۱۰ میلادی، ۱۵۳ نفر بوده‌است.